# سالف اند
سالف اند (به انگلیسی: Salph End) یک روستا در بریتانیا است که در بدفورد واقع شده‌است.